# フランダースの犬 ぼくのパトラッシュ
『フランダースの犬 ぼくのパトラッシュ』（フランダースのいぬ ぼくのパトラッシュ）は、ウィーダの児童文学作品『フランダースの犬』を原作に、1992年10月10日から1993年3月27日まで日本テレビ系で放送された日本のテレビアニメ作品。全24話（未放送の第25話・最終話を含めば全26話）。

## 概要
ストーリーはある程度原作に忠実に作られており、当時の講談社青い鳥文庫(訳・松村達夫 絵・金 斗鉉)に使われた挿絵と同一の服装でネロが登場する。加えて、世界名作劇場版で描かれたオリジナルエピソードの数々も受け継がれている。
視聴率の低迷から日本での放送は世界名作劇場版より少ない24話で終了し、未放送だった第25話と最終話はVHSでソフト化された際に収録された。なお、一部地域の日本テレビ系列局では、再放送などで全話放映した局もある。
CSのアニマックスにて第1話と最終話のみ再放送された事がある。

## キャスト
- ネロ（声 - 林原めぐみ）
- アロア（声 - 冬馬由美）
- ヨハン（声 - 加藤精三）
- パトラッシュ（声 - 桜井敏治）
- ビービ（声 - 川田妙子）
- フィリップ（声 - 皆口裕子）
- ヤン（声 - 松本梨香）
- ボノ（声 - 亀井芳子）
- ミリアム（声 - 弘中くみ子）
- コゼツ（声 - 玄田哲章）
- イペット（声 - 島本須美）
- ボウマン（声 - 矢田耕司）
- ヌレット（声 - 京田尚子）
- シモン（声 - 三田ゆう子）
- レインス先生（声 - 村松康雄）
- レナー先生（声 - 井上喜久子）
- スワーゲンマーカー（声 - 渡部猛）
- キャミー（声 - 梁田清之）
- リュッスマン（声 - 田原アルノ）
- ナレーション - 樫山文枝

## スタッフ
- 企画：武井英彦（NTV）
- プロデューサー：伊藤響（NTV）、尾﨑穏通（TMS）
- チーフディレクター：こだま兼嗣
- キャラクターデザイン：関修一
- 総作画監督：平山智
- レイアウトデザイン：櫻井美智代
- 美術監督：大野広司
- 撮影監督：池上元秋
- 音楽：丸谷晴彦
- 音楽監督：鈴木清司
- 音響監督：山田悦司
- 音響効果：糸川幸良
- 編集：鶴渕充寿
- 文芸担当：小野田博之
- 制作担当：吉岡昌仁
- 企画制作：日本テレビ
- 製作：東京ムービー新社

## 主題歌
オープニングテーマ - 「君に逢えたから」
作詞 - 山田ひろし / 作曲 - 多々納好夫 / 歌 - MANA
エンディングテーマ - 「Little Wing」
作詞 - 山田ひろし / 作曲 - 入船陽介 / 歌 - MANA

## 各話リスト
| 話数 | サブタイトル             | 脚本     | 絵コンテ     | 演出         | 作画監督   | 放送日                    |
| ---- | ------------------------ | -------- | ------------ | ------------ | ---------- | ------------------------- |
| 1    | パトラッシュとの出会い   | 山崎晴哉 | こだま兼嗣   | 山本泰一郎   | 兵頭敬     | 1992年 10月10日           |
| 2    | パトラッシュがんばって!  | 翁妙子   | こだま兼嗣   | 中野頼道     | 山本清     | 10月17日                  |
| 3    | おじいちゃんの贈りもの   | 島田満   | 岡崎ゆきお   | 岡崎ゆきお   | 阿部純子   | 10月24日                  |
| 4    | はじめての絵             | 山崎晴哉 | 知吹愛弓     | 中野頼道     | 杉山東夜美 | 10月31日                  |
| 5    | どうして!? おじいちゃん  | 翁妙子   | 山本泰一郎   | 山本泰一郎   | 山本清     | 11月7日                   |
| 6    | 父さん…母さん…!          | 翁妙子   | こだま兼嗣   | 知吹愛弓     | 兵頭敬     | 11月14日                  |
| 7    | 奪われたパトラッシュ     | 山崎晴哉 | さかいあきお | さかいあきお | 阿部純子   | 11月21日                  |
| 8    | パトラッシュを返して!    | 山崎晴哉 | 岡崎ゆきお   | 岡崎ゆきお   | 山本清     | 11月28日                  |
| 9    | ルーベンスの絵           | 翁妙子   | こだま兼嗣   | 中野頼道     | 兵頭敬     | 12月5日                   |
| 10   | 羊飼いの少年・シモン     | 翁妙子   | 山本泰一郎   | 山本泰一郎   | 杉山東夜美 | 12月12日                  |
| 11   | アロアの誕生日           | 山崎晴哉 | 知吹愛弓     | 知吹愛弓     | 木下勇喜   | 12月19日                  |
| 12   | 走れ! パトラッシュ       | 山崎晴哉 | さかいあきお | さかいあきお | 阿部純子   | 12月26日                  |
| 13   | けなされた絵             | 翁妙子   | こだま兼嗣   | 知吹愛弓     | 杉山東夜美 | 1993年 1月9日             |
| 14   | ヌレットおばさんが大変   | 翁妙子   | 山本泰一郎   | 山本泰一郎   | 兵頭敬     | 1月16日                   |
| 15   | さようなら、レナー先生   | 山崎晴哉 | 岡崎ゆきお   | 岡崎ゆきお   | 木下勇喜   | 1月23日                   |
| 16   | ミルク売りをするアロア   | 翁妙子   | こだま兼嗣   | 中野頼道     | 阿部純子   | 1月30日                   |
| 17   | アロアを描いた日         | 翁妙子   | こだま兼嗣   | 知吹愛弓     |            | 2月6日                    |
| 18   | 引き離されたアロア       | 山崎晴哉 | さかいあきお | さかいあきお | 杉山東夜美 | 2月13日                   |
| 19   | 招待されない誕生日       | 山崎晴哉 | 山本泰一郎   | 山本泰一郎   | 兵頭敬     | 2月20日                   |
| 20   | 風車小屋の火事           | 翁妙子   | こだま兼嗣   | 知吹愛弓     | 木下勇喜   | 2月27日                   |
| 21   | つらく悲しい噂           | 翁妙子   | 岡崎ゆきお   | 岡崎ゆきお   | 阿部純子   | 3月6日                    |
| 22   | 新しいミルク売り         | 山崎晴哉 | さかいあきお | さかいあきお | 兵頭敬     | 3月13日                   |
| 23   | 絵のコンクール           | 翁妙子   | こだま兼嗣   | 中野頼道     |            | 3月20日                   |
| 24   | おじいちゃん、ありがとう | 翁妙子   | 山本泰一郎   | 山本泰一郎   | 3月27日    |                           |
| 25   | さようなら…おじいちゃん  | 翁妙子   | こだま兼嗣   | さかいあきお | 兵頭敬     | 未放送 （ビデオ版に収録） |
| 26   | 最後のクリスマス・イヴ   | 山崎晴哉 | こだま兼嗣   | 山本泰一郎   | 阿部純子   | 未放送 （ビデオ版に収録） |

## ネット局
放送系列は全て日本テレビ系列フルネット局。
| 放送期間・放送形態             | 放送時間           | 放送局         | 対象地域   | 備考   |
| ------------------------------ | ------------------ | -------------- | ---------- | ------ |
| 1992年10月10日 - 1993年3月27日 | 土曜 18:30 - 19:00 | 日本テレビ     | 関東広域圏 | 制作局 |
|                                |                    | テレビ岩手     | 岩手県     |        |
|                                |                    | ミヤギテレビ   | 宮城県     |        |
|                                |                    | テレビ金沢     | 石川県     |        |
|                                |                    | 長崎国際テレビ | 長崎県     |        |
| （遅れネット）                 | 火曜 16:00 - 16:30 | 山梨放送       | 山梨県     |        |
|                                | 土曜 7:00 - 7:30   | 福岡放送       | 福岡県     |        |

## その他
テレビアニメを元にしたテレビ絵本が講談社から出版されている。
- 講談社編『フランダースの犬 ぼくのパトラッシュ1』　講談社〈講談社のテレビ絵本 604 げんきになって！〉、1992年。ISBN 4063096041
- 講談社編『フランダースの犬 ぼくのパトラッシュ2』　講談社〈講談社のテレビ絵本 617 さようならネロ〉、1993年。ISBN 4063096173